# 網上猜謎遊戲
网上猜谜游戏（Online Riddle / Enigma Online），是指出題者通过网页制作了各种谜题，供参与者利用互联网及各种知识来解答谜题的一种新兴游戏。一些网页谜题发布后就不再进行更新内容，也有一些网页谜题会随时间不断更新谜题，而解答谜题的办法也往往不只限于知识性。